# Josip Posavec
Josip Posavec (* 10. března 1996 Varaždín) je chorvatský fotbalový bránkář hrající za Hajduk Split.

## Klubová kariéra

### Palermo
31. srpna 2015 Palermo prohlásilo, že dokončilo přestup brankáře Josipa Posaveca, který se k týmu připojil ke konci sezony 2015/2016. Nicméně Posavec se připojil až v lednu 2016, kdy nahradil Colombiho, který odešel do Carpi.

### Hajduk Split
7. července 2018 se Posavec vrátil do nejvyšší chorvatské fotbalové ligy, kde podepsal roční hostování s Hajdukem Split. Debut za Hajduk si připsal 26. července při výhře 1-0 proti PFK Slavia Sofia, ve druhém kvalifikačním kole Evropské ligy 2018-2019. Posavec si připsal za Hajduk celkově 33 startů v průběhu všech soutěží.
8. června 2019, Hajduk oznámil, Posavec do Hajduku z Palerma přestupuje na čtyři roky.